# Вулиця Балтійська (Львів)
Ву́лиця Балті́йська — вулиця у Франківському районі міста Львова, у місцевості Кульпарків. Сполучає вулиці Миколи Аркаса та Ярослави Музики. Прилучається безіменний проїзд до вулиці Княгині Ольги.

## Історія та забудова
Вулиця прокладена у 1930-х роках. Від 1936 року мала назву Балтицька, під час німецької окупації, у 1943—1944 роках, мала назву Бальтенґассе. У липні 1944 року повернуто передвоєнну назву Балтицька, яку 1946 року уточнено на Балтійську і відтоді назва вулиці не змінювалася.
Забудова вулиці досить різноманітна — тут є двоповерхові конструктивістські будинки 1930-х років, будинки барачного типу 1950-х років, п'ятиповерхівки 1980-х років.